# ديقف (حديبو)

تعديل مصدري - تعديل

ديقف إحدى قرى مديرية حديبو التابعة لمحافظة سقطرى، بلغ تعداد سكانها 3 نسمة حسب تعداد اليمن لعام 2004.